# 伯耆国庁跡

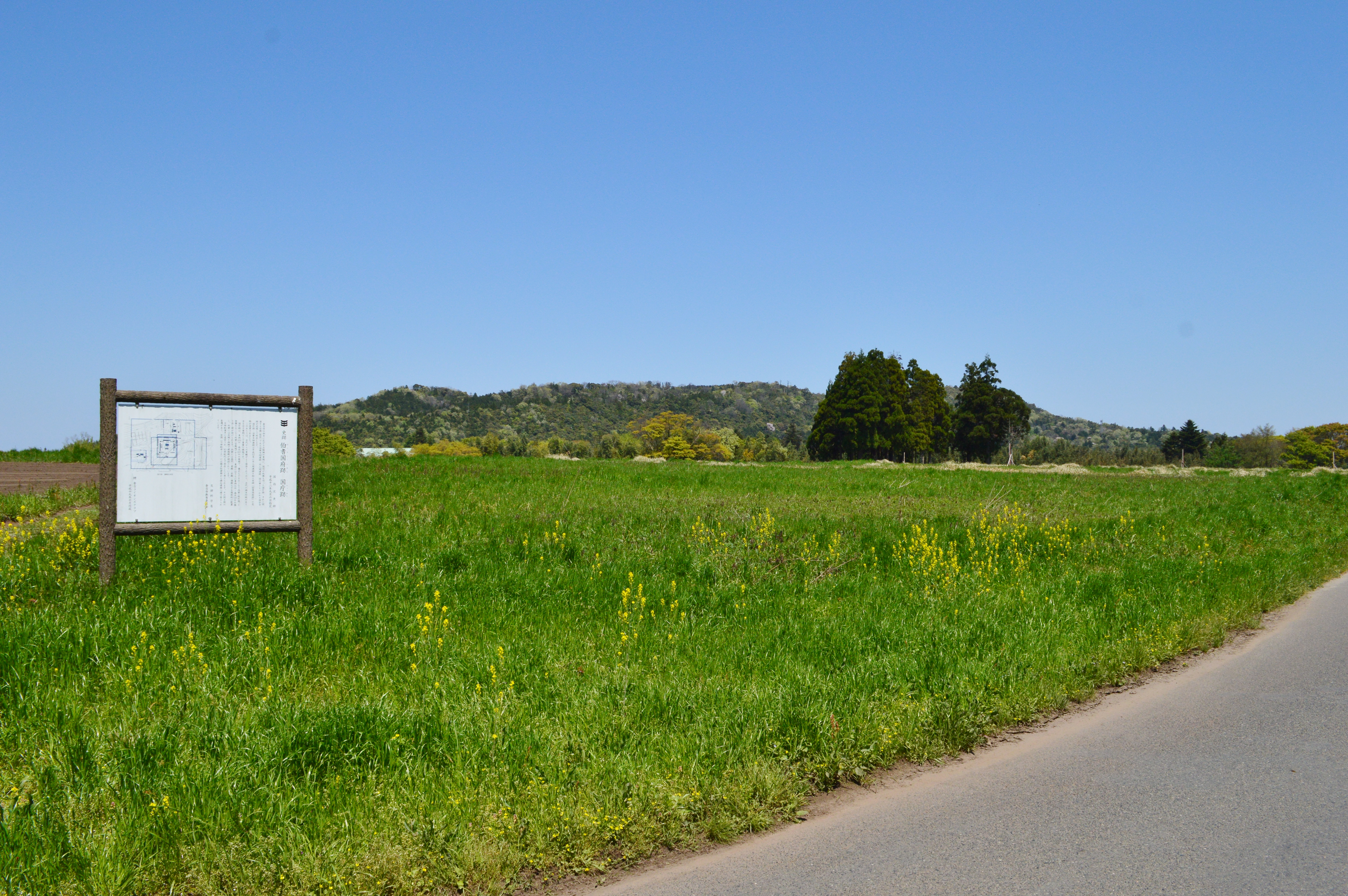
伯耆国府跡 国庁跡地区

伯耆国庁跡（ほうきこくちょうあと）は、鳥取県倉吉市国府・国分寺に所在する、律令制下の地方行政の中心的施設の跡である。国の史跡に指定されている（史跡「伯耆国府跡」のうち）。
本国庁跡は、標高40メートルほどの丘陵に位置し、同一丘陵の東側には国分寺跡と法華寺畑遺跡がある。

## 発掘結果
発掘調査は、1969年（昭和44年）に柱穴状の落ち込み群が確認されたことから始まった。柱穴郡の状況から大規模遺跡の存在が予想され、1973年（昭和48年）から1978年（昭和53年）の間、6次にわたって行われた。発掘調査の結果、国庁跡と断定された。
本国庁跡は、幅2メートル、深さ1メートルほどの溝によって区画された外郭（曹司（ぞうし）地区）と、その中央部の内郭（国衙政庁地区）からなる。外郭の広さは東西273メートル、南北227メートルの長方形で東辺に東西51メートル、南北245メートルの張り出し部が取り付く。
内郭の北方と西方に官衙跡と考えられる建物群が検出されており、北方官衙は東西棟建物6軒と南北棟建物5軒、西方官衙は溝で区画された東西63メートル、南北53メートルの中に東西棟建物5軒と南北棟建物3軒が配置されている。両方とも掘立柱建物である。内郭の建物は、8世紀後半から10世紀の間に4時期の変遷が認められる。
- A期は、8世紀後半。内郭は掘立柱塀によって、東西84メートル、南北94.5メートルに区画される。その中に南から北へ南門、前殿、正殿、後殿を配し、東西に長大な脇殿と、脇殿の南側の楼閣風建物を設けている。建物はすべて掘立柱建物で、左右対称に配置されている。
- B期は、9世紀初頭。正殿、前殿、後殿を同位置に建て替えるとともに、東西脇殿に北側に新規の楼閣風建物を建てている。
- C期は、9世紀中頃。内郭の外周に溝を彫り、内側に築地塀を巡らし、東西84メートル、南北106メートルに区画している。内郭内では前殿をなくし、南門と正殿との間をバラス敷きの舗道にしている。また、南門を除く他の建物を礎石建ちに造り替えている。
- D期は、9世紀末から10世紀初頭。内郭を区画する溝を埋めて、新たに南と西に溝を掘り、東西111メートル、南北126メートルとして規模を拡張している。

外郭内は部分的発掘調査のため、全体は不明である。

## 出土品
土器類
土師器類が圧倒的に多く、その大半が食器類である。その中に「国」「厨」（くりや）「川村」などの墨書土器が見られる。
瓦類
脇殿周辺と南門周辺から出土し、数もあまり多くない。軒丸瓦、軒平瓦とも4種ある。
その他
硯類、帯金具、石帯、鉄製鍬先などで、八稜鏡（はちりょうきょう）の鋳型が特異なものである。

## 文化財

### 国の史跡
- 国庁跡（史跡「伯耆国府跡」のうち）
1985年（昭和60年）5月14日に「伯耆国庁跡 附 法華寺畑遺跡」として国の史跡に指定。1998年（平成10年）9月11日に史跡範囲の追加指定[1]。
2000年（平成12年）9月6日に不入岡遺跡を追加して、指定名称を「伯耆国府跡」に変更[1]。

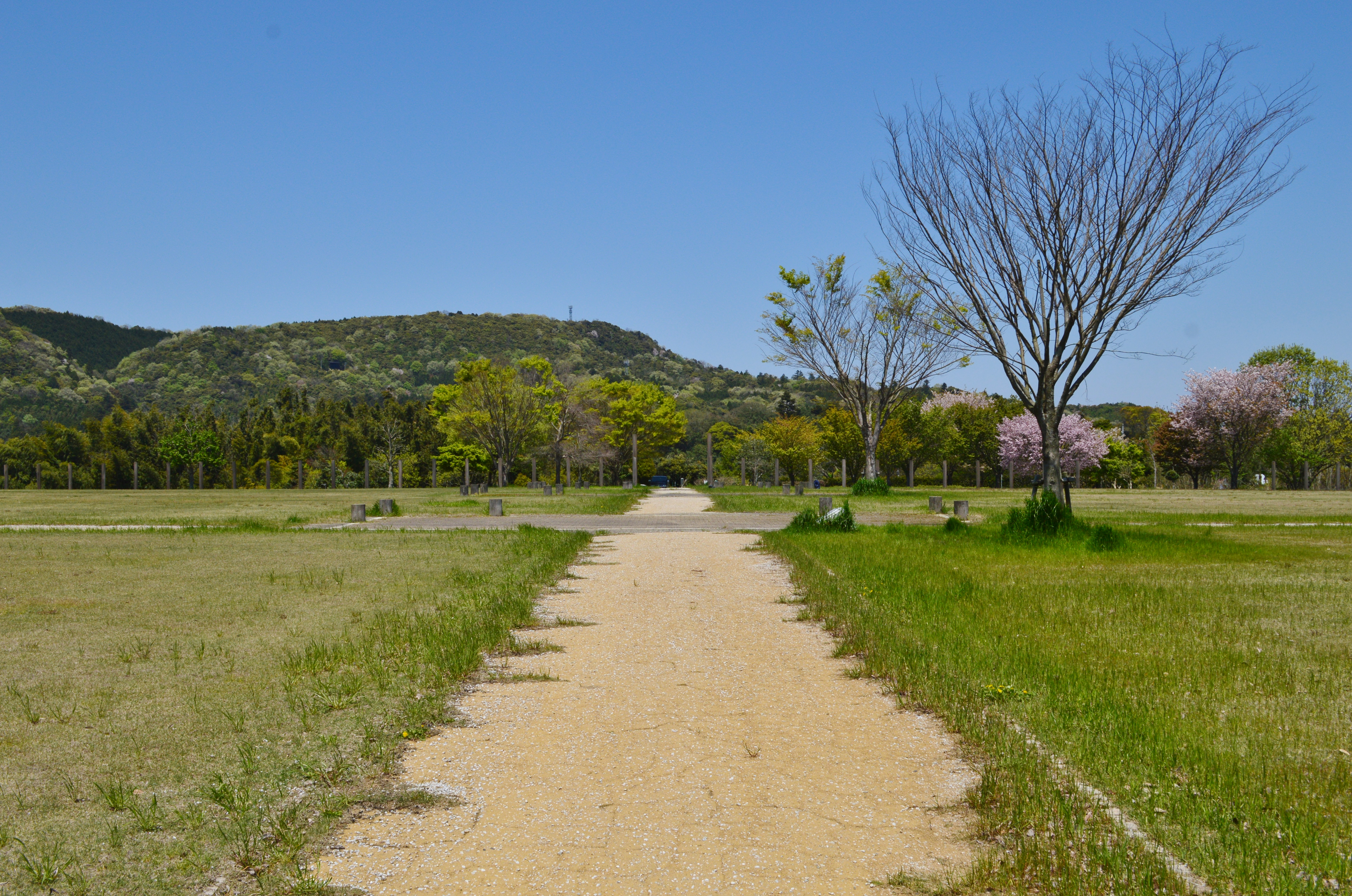
法華寺畑遺跡
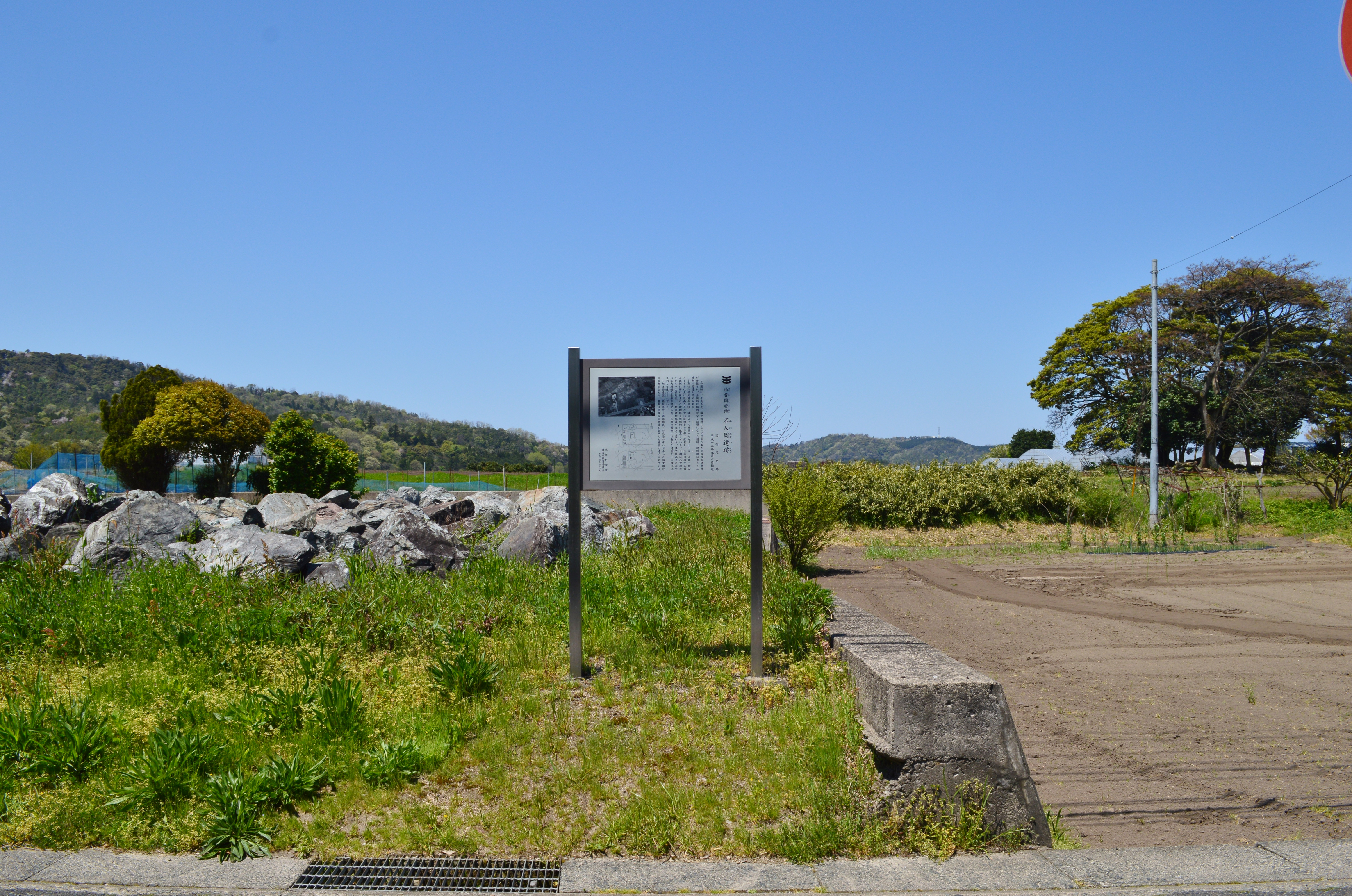
不入岡遺跡